# تله‌لیفت
تله‌لیفت (انگلیسی: Telelift) شرکت مهندسی آلمانی است، که در سال ۱۹۶۴ تأسیس شد.